# Gymnoschoenus sphaerocephalus
Gymnoschoenus sphaerocephalus là loài thực vật có hoa trong họ Cói. Loài này được (R.Br.) Hook.f. mô tả khoa học đầu tiên năm 1858.

## Hình ảnh

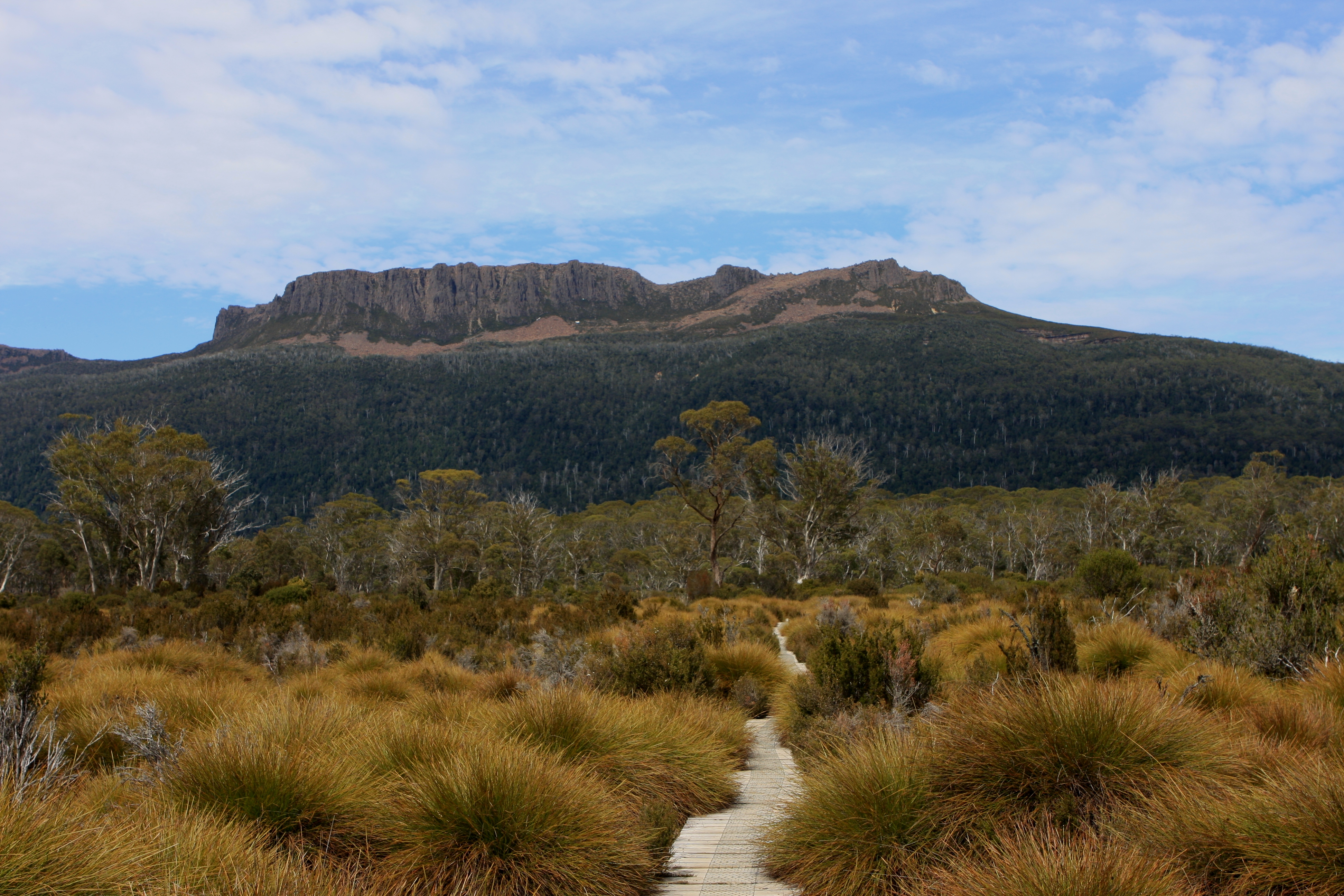
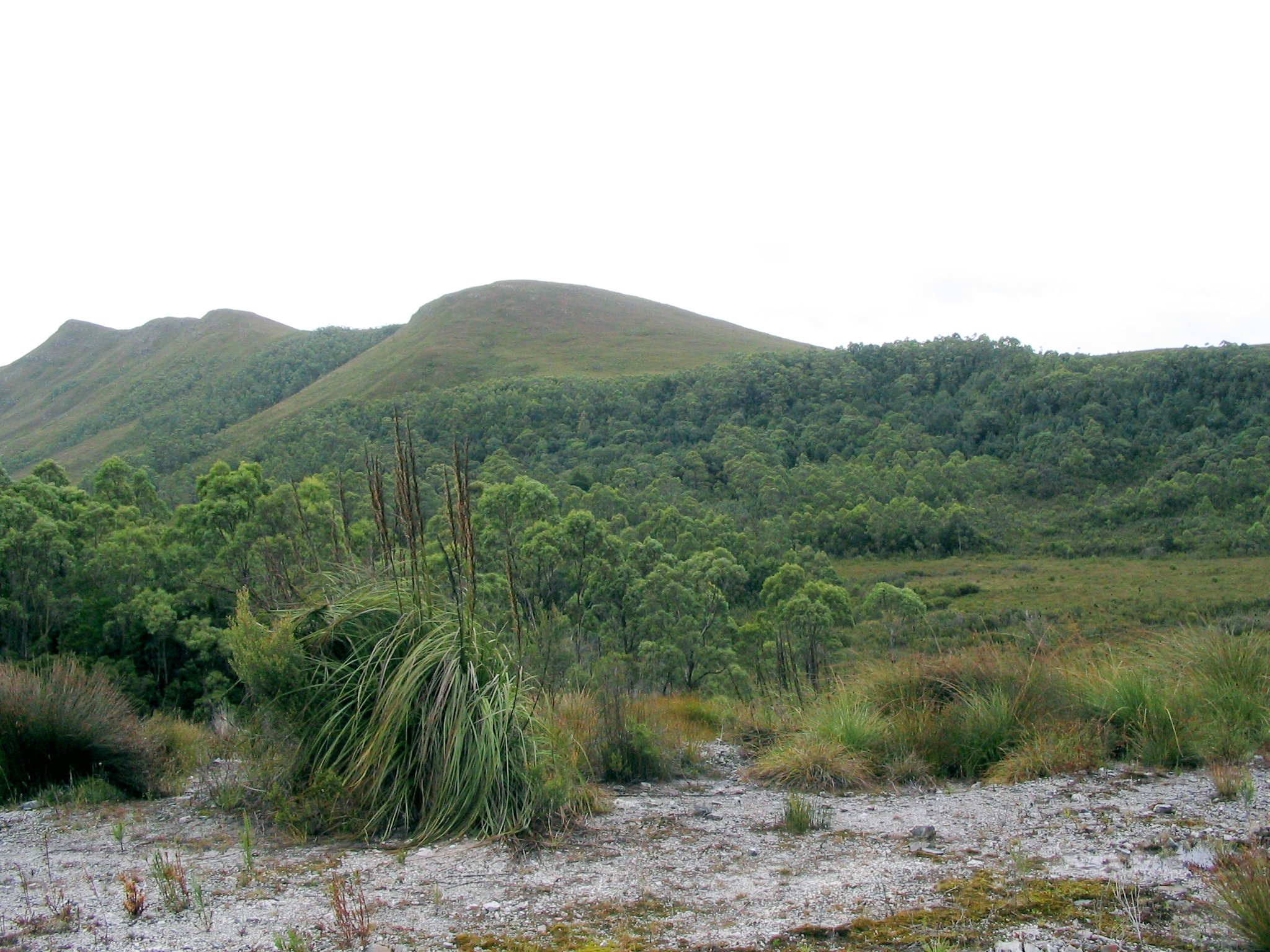